# Олаф Фрюденлунд
Олаф Еміль Фрюденлунд (норв. Olaf Emil Frydenlund; 16 червня року, в Тюне — 8 квітня 1947, Аремарк) — норвезький стрілець, срібний призер Літніх Олімпійських ігор 1900 і призер чемпіонатів світу.

В році на чемпіонаті світу 1897 в Ліоні Фрюденлунд став срібним призером у стрільбі серед команд. На чемпіонаті світу 1899 він здобув бронзу в індивідуальній стрільбі стоячи.
На Олімпійських іграх в Парижі Фрюденлунд взяв участь у змаганнях зі стрільби з гвинтівки. У стрільбі стоячи він посів 16-те місце з 271 балами, у стрільбі з коліна зайняв 27-му позицію з 259 балами, у стрільбі лежачи посів 22-ге місце з 287 балами. У стрільбі з трьох положень, в якій всі зібрані бали сумуються, Фрюденлунд став 24-тим. В командному поєдинку його команда здобула друге місце, получила срібні медалі.